# Polydore Boullay
Pour les articles homonymes, voir Boullay.
Félix-Polydore Boullay est un pharmacien français. Né à Paris le 16 mars 1806, il y est décédé le 23 mai 1835.

## Biographie
Élève de Jean-Baptiste Dumas, puis son collaborateur, il effectue avec lui d'importants travaux sur les éthers et meurt lors d'un accident en les manipulant. 
Il est enterré au cimetière du Père-Lachaise (27e division),.

## Œuvres
On lui doit des mémoires sur les iodures doubles (1827) et sur l'aconit et ses préparations, des études sur le volume des atomes, sur les acides ulmique et azulmique et une thèse sur le danger des modifications successivement introduites dans les formules et les pratiques de la pharmacie.